# Myrna Esther Hoyos Schlamme
Myrna Esther Hoyos Schlamme (Mérida, Yucatán, 15 de septiembre de 1944) es una abogada y  política mexicana que se desempeñó como senadora en la LII y LIII Legislatura de 1982 a 1988. Fue también diputada federal en la L Legislatura del Congreso de la Unión.

## Datos biográficos
Es licenciada en derecho por la Facultad de Jurisprudencia de la Universidad Autónoma de Yucatán obteniendo su título en 1967.
Fue diputada federal de 1976 a 1979. También senadora de la república de 1982 a 1988. Como servidora pública se desempeñó en la Secretaría de la Reforma Agraria durante el sexenio de Carlos Salinas de Gortari cuando el titular de la Secretaría era Víctor Cervera Pacheco. Representante del gobierno de Yucatán en la Ciudad de México, durante el gobierno de Yucatán de Víctor Manzanilla Schaffer. Fue secretaria general del gobierno del estado de Yucatán de 1994 a 2000 durante la segunda gubernatura de Víctor Cervera.